# Park Hee-jung
Park Hee-jung (20 de octubre de 1988) es una actriz y modelosurcoreana. Conocida por su papel como protagonista en la película Otra Promesa (2014).

## Filmografía

### Películas
| Año  | Título          | Papel       |
| ---- | --------------- | ----------- |
| 2011 | Sunny           | Young-jin   |
| 2014 | Another Promise | Han Yoon-mi |
| 2017 | New Trial       | Myung-hee   |
| 2017 | Bluebeard       | DJ          |